# 광양백운중학교
광양백운중학교(光陽白雲中學校)는 대한민국 전라남도 광양시 중동에 있는 공립 중학교이다.

## 학교 연혁
- 2006년 12월 28일 : 설립인가(9학급, 완성 30학급)
- 2007년 3월 1일 : 초대 양형민 교장 부임
- 2007년 3월 2일 : 개교
- 2007년 3월 3일 : 제1회 입학식 (9학급 305명)
- 2022년 9월 1일 : 제6대 성용화 교장 부임
- 2025년 2월 7일 : 제16회 졸업식 7학급 214명(총 졸업생 수 3,950명)
- 2025년 3월 4일 : 제19회 입학식 7학급 204명

## 참고 자료
- 광양백운중학교 - 한국교육학술정보원 학교알리미